# Volby do Evropského parlamentu v Česku
Volby do Evropského parlamentu probíhají v Česku od roku 2004. První volby proběhly v červnu 2004, přibližně měsíc a půl po vstupu Česka do Evropské unie. Termín voleb není ve všech členských státech stejný, řídí se zpravidla tradicemi daných zemích, státy si můžou vybrat přesné datum v rozpětí čtyř dnů (od čtvrtka do neděle). V Česku volby probíhají v pátek a v sobotu.

## Volební systém
Do Evropského parlamentu se volí poměrným systémem, v jednotlivých členských státech se ale liší počtem hlasů, které je potřeba získat, aby volené uskupení získalo křeslo. V České republice musí strana získat alespoň 5 % hlasů. Na rozdíl od voleb do Poslanecké sněmovny uzavírací klauzule pro volební koalice více stran zůstává na 5 % získaných hlasů.
V Česku může volit každý občan České republiky, který alespoň druhý den voleb dosáhne věku 18 let. Občan jiného členského státu Evropské unie, který alespoň druhý den voleb dosáhne věku 18 let, může v České republice volit také, ale jen v případě, že je alespoň 45 dnů přihlášen k trvalému nebo přechodnému pobytu v ČR. Stejně jako u voleb do zastupitelstev obcí může kandidovat ve volbách i občan jiného členského státu EU.
V případě, že se občan České republiky v době voleb nachází mimo své trvalé bydliště, může zažádat o voličský průkaz a hlasovat v jiné volební místnosti. V případě, že se nachází v zahraničí, může využít korespondenční hlasování. Pokud občan České republiky pobývá na území jiného členského státu EU, má právo se přihlásit k volbě v daném členském státu. V tom případě však volí kandidáty země, ve které pobývá.
Počet přidělených křesel zohledňuje zejména počet obyvatel jednotlivých států, menší státy pak výjimečně disponují o něco větším počtem křesel, než by jim měl teoreticky náležet. Česku podle evropských Smluv náleží 21 křesel. Nejmenší počet poslanců (6) má Lucembursko, Estonsko, Malta a Kypr, naopak nejvyšší počet (96) má Německo.

## Jednotlivé volby
| Pořadí | Datum               | Článek                                      | Poznámka |
| ------ | ------------------- | ------------------------------------------- | -------- |
| 1.     | 11.–12. června 2004 | Volby do Evropského parlamentu v Česku 2004 |          |
| 2.     | 5.–6. června 2009   | Volby do Evropského parlamentu v Česku 2009 |          |
| 3.     | 23.–24. května 2014 | Volby do Evropského parlamentu v Česku 2014 |          |
| 4.     | 24.–25. května 2019 | Volby do Evropského parlamentu v Česku 2019 |          |
| 5.     | 7.–8. června 2024   | Volby do Evropského parlamentu v Česku 2024 |          |

## Volební účast
Podle oficiálních výsledků voleb.
|  | nejvyšší volební účast |  | nejnižší volební účast |

| Rok  | Účast   |
| ---- | ------- |
| 2004 | 28,32 % |
| 2009 | 28,22 % |
| 2014 | 18,20 % |
| 2019 | 28,72 % |
| 2024 | 36,45 % |

## Přehled volebních výsledků vybraných stran
| Strana | Strana        | 2004    | 2004   | 2009    | 2009   | 2014    | 2014   | 2019    | 2019   |
| Strana | Strana        | % hlasů | křesel | % hlasů | křesel | % hlasů | křesel | % hlasů | křesel |
| ------ | ------------- | ------- | ------ | ------- | ------ | ------- | ------ | ------- | ------ |
|        | ANO           | –       | –      | –       | –      | 16,1 %  | 4      | 21,2 %  | 6      |
|        | KDU-ČSL       | 9,6 %   | 2      | 7,6 %   | 2      | 10 %    | 3      | 7,2 %   | 2      |
|        | KSČM          | 20,3 %  | 6      | 14,2 %  | 4      | 11 %    | 3      | 6,9 %   | 1      |
|        | NEZ           | 8,2 %   | 2      | 0,5 %   | –      | –       | –      | –       | –      |
|        | ODS           | 30 %    | 9      | 31,5 %  | 9      | 7,7 %   | 2      | 14,5 %  | 4      |
|        | Piráti        | –       | –      | –       | –      | 4,8 %   | –      | 14 %    | 3      |
|        | SNK a ED      | 11 %    | 3      | 1,7 %   | –      | 0,5 %   | –      | –       | –      |
|        | SOCDEM        | 8,8 %   | 2      | 22,4 %  | 7      | 14,2 %  | 4      | 4 %     | –      |
|        | SPD           | –       | –      | –       | –      | 3,1 %   | –      | 9,1 %   | 2      |
|        | Svobodní      | –       | –      | 1,3 %   | –      | 5,2 %   | 1      | 0,6 %   | –      |
|        | TOP 09 a STAN | –       | –      | –       | –      | 16 %    | 4      | 12 %    | 3      |